# Simlops nadinae
Espèce
Simlops nadinae est une espèce d'araignées aranéomorphes de la famille des Oonopidae.

## Distribution
Cette espèce est endémique du Pará au Brésil,. Elle se rencontre à Juruti.

## Description
Le mâle holotype mesure 1,70 mm et la femelle 2,10 mm.

## Étymologie
Cette espèce est nommée en l'honneur de Nadine Dupérré.

## Publication originale
- Bonaldo, Ruiz, Brescovit, Santos & Ott, 2014 : Simlops, a new genus of goblin spiders (Araneae, Oonopidae) from northern South America. Bulletin of the American Museum of Natural History, no 388, p. 1-60 (texte intégral).